# هيثم بن خالد
هيثم بن خالد هو أول شيرفانشاه أو حاكم لـ شيرفان، تخلى عن التبعية للخلافة العباسية في عام 861 وكانت بداية حكم أسرة مازياد العربيّة.

منطقة القوقاز في عام 1311 وتظهر منطقة شيرفان

## سيرة شخصية
يكون هيثم ابن خالد بن يزيد الشيباني وهو حفيد يزيد بن مزيد الشيباني، وكلاهما خدم مراراً وتكراراً الخلافة العباسية كحاكم لولاية أرمينيا وهي مقاطعة شاسعة تضم معظم منطقة جنوب القوقاز مع أرمينيا وإيبيريا (جورجيا) وألبانيا القوقازية (أذربيجان). كما شغل أخوه محمد بن خالد الشيباني منصب حاكم أرمينية. مكنهم هذا من أن يصبحوا راسخين بقوة في المنطقة ، لا سيما في شيرفان ، التي حكمها هيثم مباشرة. سرعان ما تبنى هيثم اللقب الفارسي "شيرفان شاه" ، وبعد مقتل الخليفة العباسي المتوكل عام 861 م، أصبح هيثم وورثته حكامًا مستقلين بحكم الأمر الواقع لشرفان. أعلن شقيقه يزيد بن خالد عن استقلاله باسم " الليزانشاه " ، وبذلك بدأت عائلة هيثم في الفرسنة، وتبني الثقافة الفارسيّة لم يعد معروفًا عن هيثم إلا أن ابنه محمد الأول قد خلفه في الحكم.